# Klafszky Emil
Klafszky Emil (Kóny, 1934. december 3. – Budapest, 2009. január 31.) magyar matematikus, mérnök, egyetemi tanár. A matematikai tudományok kandidátusa (1974).

## Életpályája
Elemi iskoláját Kónyban, a középiskolát Győrben végezte el. Egyetemi tanulmányait a Műegyetemen végezte; 1959-ben mérnöki diplomát kapott. 1959-ben a KÖZTI statikus tervezője volt. 1959–1965 között a Budapesti Műszaki és Gazdaságtudományi Egyetem matematikai tanszékén tanársegéd volt. 1965-ben matematikus oklevelet is szerzett az ELTE Természettudományi Kar hallgatójaként. 1965–1976 között az MTA SZTAKI munkatársa, majd főmunkatársa volt. 1974-ben védte meg kandidátusi értekezését geometriai programozás témakörben. 1976–1978 között az Országos Tervhivatal Számítógép Központjának főmunkatársa és csoportvezetője volt. 1978–1979 között az OMFB-REI csoportvezetőjeként dolgozott. 1979–1989 között a Miskolci Egyetem Számítástechnikai Tanszékének  tanszékvezető egyetemi tanára volt. 1980-tól a Magyar Tudományos Akadémia Operációkutatási Bizottság tagja volt. 1989–2009 között a Műegyetem Építéskivitelezési Tanszék egyetemi tanára volt. 1994–2000 között a Magyar Tudományos Akadémia köztestületi képviselője volt.
Kutatási területe az alkalmazott matematika, a hálózati modellek, az építéstudományi optimalizálás és az operációkutatás volt. Dolgozott építőipari tervezőként is.

## Művei
- "Legrövidebb út meghatározása időtől függő élhosszal bíró hálózatban" (MTA Számítástechnikai Központ, KÖZLEMÉNYEK 3, 1967)
- "Hálózati folyamok", A Bolyai János Matematikai Társulat kiadványa (Budapest, 1969)[5][6]
- "Thermal Steady State Analysis" (Ottmár Béla, Pattantyús Ádám), BUILD International, 1971
- "Panel Joints Prefabrication and Placing Tolerances" (Ottmár Béla, Pattantyús Ádám), Building Science 4., 1972
- "Geometriai programozás", MTA Számítástechniaki Központ, KÖZLEMÉNYEK 8, 1972
- "Marginális értékek a geometriai programozásban", MTA Számítástechniaki Központ, KÖZLEMÉNYEK 9, 1972
- "Determination of Shortest Path in a Network with Time-Dependent Edge-Lengths", Math. Operationsforsch. u. Statist. 3., 1972
- "Az input-output tábla előrebecsléséről", MTA Számítástechnikai és Automatizálási Intézet, KÖZLEMÉNYEK 10, 1973
- "Geometriai programozás és néhány alkalmazása" (Kandidátusi értekezés), MTA SZTAKI, Tanulmányok 8., 1973
- "A Theoretical Prediction of the Input-Output Tables", in G. Goos, J. Hartmains: I.F.I.P. TC7 Optimization Conference, 5th Conference on Optimization Techniques Part I., pp 471-483 (1973)
- "A Theoretical Prediction of the Input-Output Table", Lecture Notes in Computer Science 3., 1973
- "Up-To-Date Design Methods of Outer Walls" (Ottmár Béla, Pattantyús Ádám, Széll Mária), Periodica Polytechnica, Vol. 19. No. 12, 1975
- "Evaluation of Design" (Ottmár Béla, Széll Mária) Periodica Polytechnica, Vol. 19. No. 2, 1975
- "Geometric Programming", IIASA Systems Analysis and Related Topics No. 11, 1976
- "Estimation of the Parameters in the Gravity Model for Trip Distribution. A New Method and Solution Algorithm" (Kádas Sándor), Regional Science and Urban Economics 6., 1976
- "A lineáris cseremodell egyensúlyi árának meghatározása geometriai programozással", Alkalmazott Matematikai Lapok 7., 1981
- "Equvivalence of Certain Types of Gravity and Entropy Maximization Models for the Trip Distribution Problem. An Application of Geometric Programming" (Kádas Sándor), Contributions to the Theory of Optimization 2, 1983
- "Az információ divergencia egy alkalmazása az épületszerkezetek értékelésénél" (Ottmár Béla), BME Bicentenárium Építészmérnöki Karon rendezett Tudományos Ülésszak előadásai, 1984
- "Magyar Módszer típusú algoritmusok Lineáris Programozási feladatok megoldására" (Terlaky Tamás), Alkalmazott Matematikai Lapok 12, 1985
- "Irányított matroidok megengedettségi feladatának egy új megközelítése" (Terlaky Tamás), Alkalmazott Matematikai Lapok 12, 1986
- "A Bland szabály a primál és a duál szimplex módszer esetén" (Terlaky Tamás), Alkalmazott Matematikai Lapok 13, 1987
- "Az ellipszoid módszerről" (Terlaky Tamás), SZIGMA XX, 1987
- "Megjegyzés egy több dimenziós Cauchy eloszlásról" (Kas Péter), Alkalmazott Matematikai Lapok 13, 1987
- "Remarks on the Feasibility Problem of Oriented Matroids" (Terlaky Tamás), Annales Universitatis Scientientiarium Budapestiensis de Rolando Eötvös Nominate, Sectio Computatorica VII., 1987
- "A Criss-Cross módszer és az irányított matroidok Complementaritási feladata" (Terlaky Tamás), Alkalmazott Matematikai Lapok 14, 1989
- "A keverési feladat matematikai modelljeiről" (Mayer János, Terlaky Tamás), Alkalmazott Matematikai Lapok 14, 1989
- "A pivot technika szerepe a lineáris algebra néhány alapvető tételének bizonyításában" (Terlaky Tamás), Alkalmazott Matematikai Lapok 14, 1989
- "El Papel de la Technica del Pivote en la Demonstracion de Algunos Teoremas Fundamentales del Algebra Lineal" (Terlaky Tamás), Revista de Investigacion Operational X., 1989
- "Linearly Constrained Estimation by Mathematical Programming" (Mayer János, Terlaky Tamás), European Journal of Operational Research, 1989
- "Some Generalizations of the Criss-Cross Method for Linear Complementary Problem of Oriented Matroids" (Terlaky Tamás), Combinatorica 9., 1989
- "Variants of the Hungarian Method for Solving Linear Programming Problems" (Terlaky Tamás), Optimization 20, 1989
- "A több dimenziós Dirichlet eloszlás momentum és likelihood illesztésének numerikus megoldásáról" (Grubert László), Alkalmazott Matematikai Lapok 15, 1990
- "A New Convergent Algorithm for the Continous Modular Design Problem" (Mayer János, Terlaky Tamás), The Arabian Journal for Science and Engineering 15., 1990
- "A Geometric Programming Approach to the Channel Capacity Problem" (Mayer János, Terlaky Tamás), Report, Department Operations Research, Eötvös University of Sciences No 2 (1991)
- "The Role of Pivoting in Proving Some Fundamental Theorems of Linear Algebra" (Terlaky Tamás), Linear Algebra and its Applications 151., 1991
- "A Geometric Programming Approach to the Channel Capacity Problem" (Mayer János, Terlaky Tamás), Engineering Opt. 19., 1992
- "A Proof of the Generalized Hadamard Inequity via Information Theory" (Kas Péter), Annales Universitatis Scientientiarium Budapestiensis de Rolando Eötvös Nominate, Sectio Computatorica XIII., 1992
- "Hölder eltérés és alkalmazása a többtényezős értékelés feladataiban", PRODINFORM Tanulmány, 1992
- "On the Ellipsoid Method" (Terlaky Tamás), Radovi Matematicki 8., 1992
- "Some Generalizations of the Criss-Cross Method for Quadratic Programming" (Terlaky Tamás), Optimization 24, 1992
- "An Algorithm for Solving the CPMtime-cost Trade-Off Problem" (Hajdú Miklós), Periodica Polytechnica Vol. 37 No 3., 1993
- "Egy algoritmus a költségtervezési feladat megoldására tevékenység-élű terv ütem hálón ("CPMcost" feladat)" (Hajdú Miklós), Alkalmazott Matematikai Lapok, Vol. 17. No 3-4 (1993)
- "On the Duality of the Mixed Entropy Programming" (Kas Péter), Optimization 27, 1993
- "Hálós tervezési technikák az építések tervezésében és irányításában" (Hajdú Miklós), Egyetemi jegyzet, Műegyetemi Kiadó, 1994
- "Optimization Techniques for Planning Highway Pavement Improvements" (Bakó András, Gáspár László, Szántai Tamás), Annals of Operations Research 58, 1995
- "On the Dual of Linear Inverse Problems" (Kas Péter), European Journal of Operational Research 91, 1996
- "Többtényezős értékelési módszerek alkalmazása az építőipari beruházások előkészítésében" (Mályusz Levente), Építéstechnológia – építési menedzsment '97, III (Döntéshozatal) témakör, 1997
- "Young Programming, an Analytical Approximation of Linear Programming" (Kas Péter, Mályusz Levente, Gökhan Izbirak), Research Report, EMU-AS-11 (1997) (Eastern Mediterranean University)
- "A lineáris programozás analitikus megközelítése Young Programozással" (Kas Péter, Mályusz Levente), Új utak a magyar operációkutatásban című könyvben (Komlósi Sándor – Szántai Tamás), Dialóg Campus Kiadó, Budapest-Pécs, 1999
- "Rácsos tartók állapotvizsgálata" (Kas Péter, Mályusz Levente), Új utak a magyar operációkutatásban című könyvben (Komlósi Sándor – Szántai Tamás), Dialóg Campus Kiadó, Budapest-Pécs, 1999
- "Az exponenciális barrier programozás, mint a lineáris programozás analitikus megközelítése" (Mályusz Levente), Alkalmazott Matematikai Lapok 19, 1999
- "Equilibrium Conditions of Trusses" (Kas Péter, Mályusz Levente), Publ. Univ. of Miskolc, Series D, Natural Sciences, Vol. 39, Mathematics, 1999
- "Approximation of Linear Programs by Bergman's DF Projection" (Kas Péter, Mályusz Levente, Gökhan Izbirak), European Journal of Operational Research 126, 2000
- "Convex Programs Based on the Young Inequality and its Relation to Linear Programming" (Kas Péter, Mályusz Levente), Central European Journal of Operations Research 7, 2000
- "Young Programming" (Kas Péter, Mályusz Levente, Gökhan Izbirak), Encyclopedia of Optimalization című könyvben (C. A. Floudos – R. M. Pardalos), 2001
- "Gravitációs- és entrópia maximalizálási modellek" (Kádas Sándor), (Adat – Modell – Elemzés című könyvben, Kovács Erzsébet), Aula Kiadó, 2001.
- "A New Algorithm for the Continuous Modular Design Problem" (Terlaky Tamás, Mayer János), Proceedings of the SIGAL Workshop on Algorithms 10, Japan, Association of  Information Science, 2001
- "Sztochasztikus jelenségek" (Nagy Tamás), in the series: Operációkutatás, vol. 1, Budapesti Közgazdaságtudományi és Államigazgatási Egyetem, Aula Kiadó, 2002

## Díjai
- Széchenyi professzor ösztöndíj (2000-2003)
- Egerváry Jenő-emlékplakett (2004)[7]